# Mahe (huyện)
Huyện Mahe là một huyện thuộc bang Puducherry, Ấn Độ. Thủ phủ huyện Mahe đóng ở Mahe. Huyện Mahe có diện tích 9 ki lô mét vuông. Đến thời điểm năm 2001, huyện Mahe có dân số 36823 người.